# قدرت غذایی

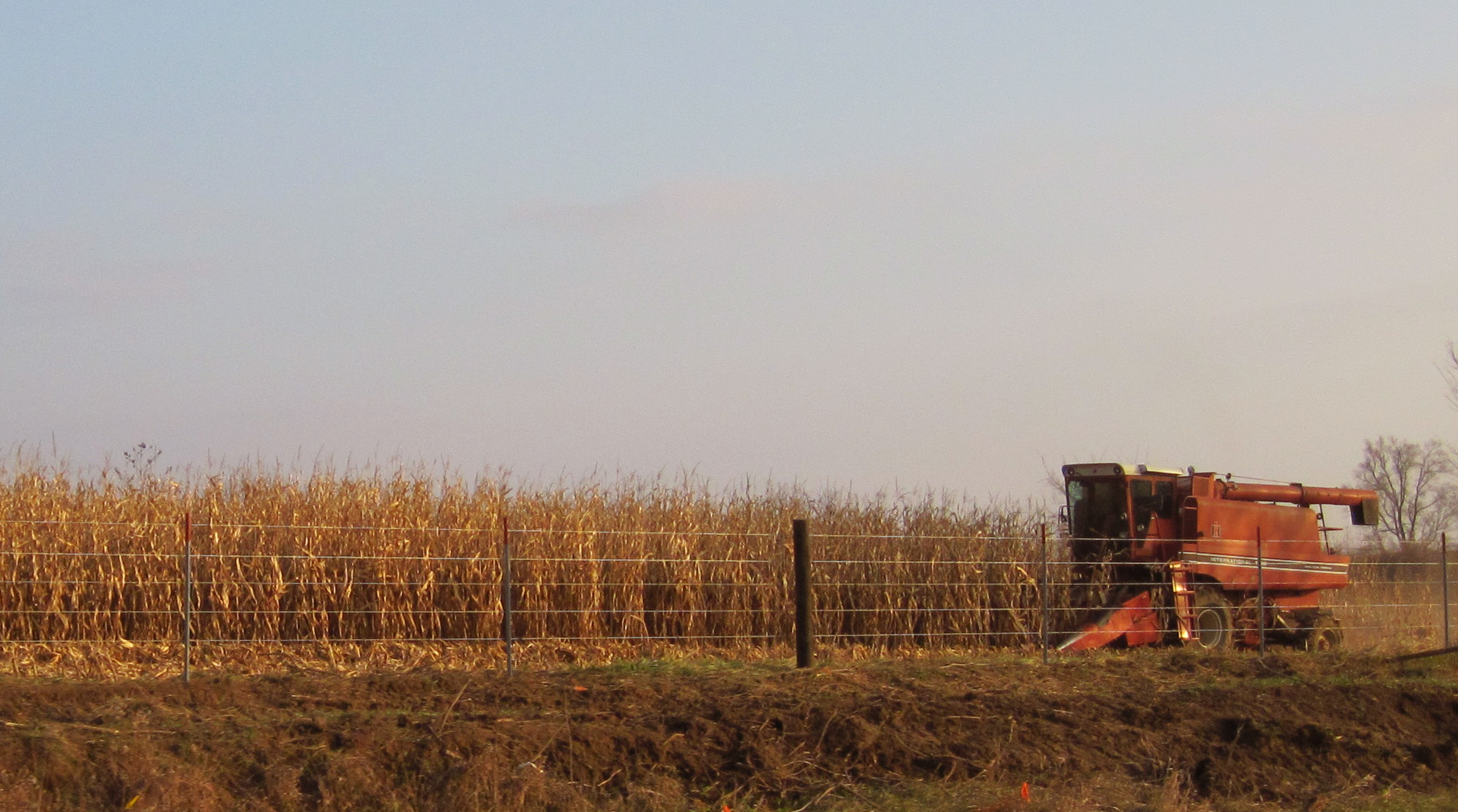
برداشت ذرت در آیووا، ایالات متحده.

در سیاست بین‌الملل، قدرت غذا به استفاده از محصولات کشاورزی به عنوان وسیله‌ای برای کنترل سیاسی گفته می‌شود که به موجب آن یک ملت یا گروهی از ملت‌ها به منظور دستکاری در رفتار ملت یا گروه دیگری از ملل‌ها کالاهایی را ارائه می‌دهند یا از آنها سلب می‌کنند. کاربرد بالقوه آن به عنوان یک سلاح پس از، استفادهٔ اوپک از نفت به عنوان یک سلاح سیاسی، به رسمیت شناخته شد. غذا تأثیر عمده‌ای بر اقدامات سیاسی یک ملت دارد. در پاسخ به اعمال قدرت غذا، یک ملت معمولاً به نفع شهروندان خود برای تهیه غذا عمل می‌کند.
قدرت غذا بخشی جدایی‌ناپذیر از وجوه سیاسی غذا است. ایده قدرت غذا، در تحریم‌ها، استخدام و وجوه سیاسی غذا استفاده می‌شود. برای اینکه ملتی بتواند از قدرت غذا به‌طور مؤثر استفاده کند، باید بتواند به‌طور مؤثری کمبود، تمرکز عرضه، پراکندگی تقاضا، و استقلال را به کار برد و نشان دهد. چهار کشور اصلی ایالات متحده، کانادا، استرالیا و نیوزلند با صادرات کافی محصولات کشاورزی، قادرند قدرت غذا را اعمال کنند. در مقیاس کوچکتر، به ویژه در برخی از کشورهای آفریقایی، قدرت غذا در جنگ‌های داخلی و تعارض در برابر مردم خود، به عنوان سلاح توسط مخالفان استفاده شده‌است.

## پیشینه تاریخی
چهار کشور در جهان وجود دارند که برای اعمال این آزمون قدرت غذا به اندازه کافی محصولات کشاورزی، صادر می‌کنند: ایالات متحده، کانادا، استرالیا و نیوزلند.
در صورت کمبود مجبور به اتکا به این کشورها هستیم، کشورهای واردکننده مواد غذایی در صورت عدم تأمین منابع مورد نیاز ممکن است با بحران مواد غذایی روبرو شوند. اما تا زمانی که رهبران سیاسی در کشورهای وارد‌کننده مواد غذایی نسبت به وابستگی خود در گمراهی باشند، کشورهای صادر‌کننده مواد غذایی به‌طور کلی مواد غذایی را نگهداری نمی‌کنند، زیرا تولیدکنندگان محصولات کشاورزی در این کشورها برای ادامه صادرات به دولت‌های خود فشار می‌آورند.

## خط مشی

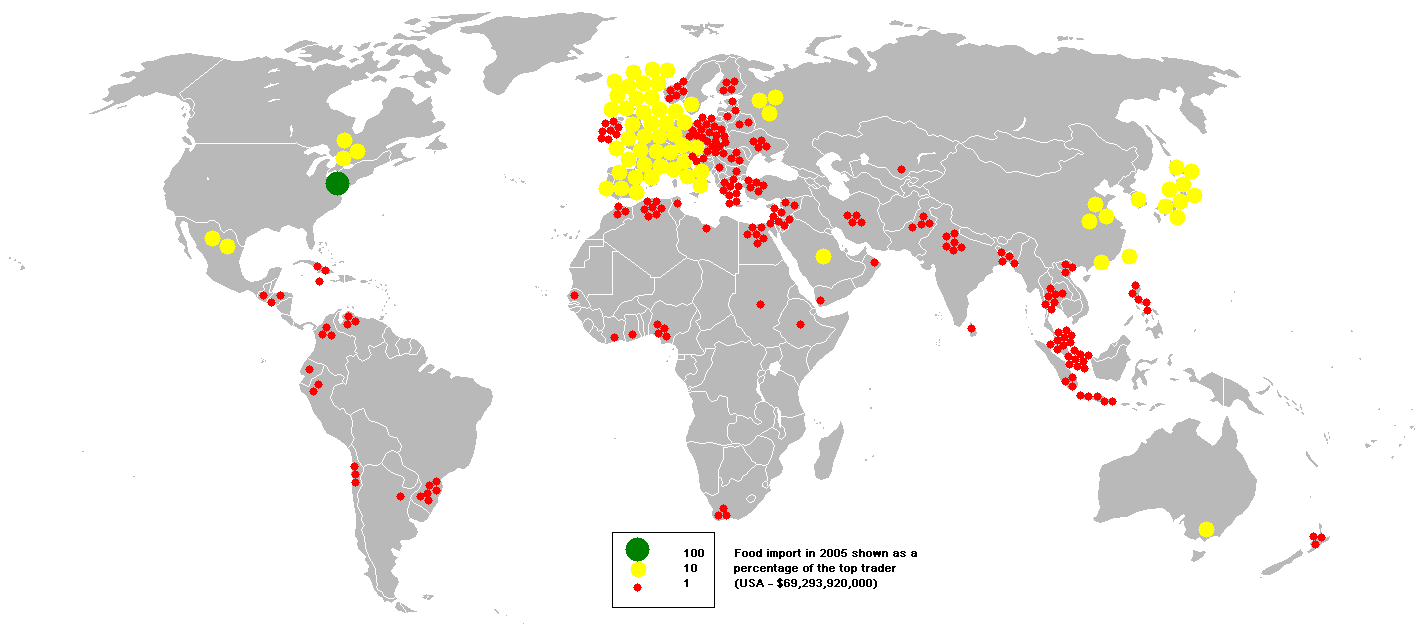
واردات غذا در سال ۲۰۰۵

وجوه سیاسی غذا شامل جنبه‌های سیاسی تولید، کنترل، تنظیم، بازرسی و توزیع مواد غذایی است. وجوه سیاسی می‌تواند تحت‌تأثیر اختلافات اخلاقی، فرهنگی، پزشکی و زیست‌محیطی بر روی روش‌های مناسب کشاورزی، محصولات کشاورزی و خرده‌فروشی باشد. قدرت غذا بخشی جدایی‌ناپذیر از وجوه سیاسی غذا است.
ارل باتز، وزیر کشاورزی ایالات متحده، در سال ۱۹۷۴ اظهار داشت: «غذا اسلحه است».  استفاده‌یاوپک از نفت به عنوان سلاح سیاسی این امکان را برای آمریکا بوجود آورد تا برای دستیابی به اهداف ایالت‌متحده از مواد غذایی به عنوان ابزاری در برابر سایر کشورها استفاده کند.  استفاده‌های جایگزین از قدرت غذا نیز وجود دارد. مثلاً یک وارد‌کننده می‌تواند از ادامه واردات محصولات غذایی خودداری کند مگر اینکه امتیازات سیاسی برایش حاصل شود. همچنین اگر یک صادر‌کننده از صادر کردن محصولات خود امتناع کند همین تأثیر را می‌گذارد.  نمونه‌ای از این امر می‌تواند کاهش سهمیه قند کوبا توسط آمریکایی‌ها باشد. به عبارت ساده‌تر، تمرکز تقاضا (یکی از واردکنندگان خریدار غالب است) و پراکندگی عرضه (چندین صادر‌کننده برای فروش محصول مشابه) یک وارد‌کننده می‌تواند سعی کند از این مبادله سیاسی به نفع خود استفاده کند. این امر به ویژه مؤثر است اگر صادر‌کننده چیز کمی برای صادرات (استقلال کم عمل) داشته باشد. 

### قدرت غذا و امنیت غذایی
امنیت غذایی و قدرت غذا یک چیز نیستند. با این حال، آنها غالباً به‌طور مستقیم باهم مرتبط هستند. امنیت غذایی در شرایطی است که همه مردم یک منطقه در هر زمان و به اندازه کافی از غذای کافی برای یک زندگی پرتحرک و سالم برخوردار باشند. قدرت غذا مربوط به زمانی است که یک دولت، شرکت، رهبر، کشور و غیره این امنیت را از دست می‌دهند تا در ازای آن چیزی را به‌دست آورند. بسیاری از کشورها از سوء‌استفاده از انرژی غذایی برای تهدید امنیت غذایی کشور دیگر استفاده می‌کنند. رفاه یک کشور به‌طور مستقیم با رفاه مردم خود در ارتباط است، بنابراین هر کشور می‌خواهد تأمین مواد غذایی مناسب برای شهروندان خود داشته باشد. این خواسته به راحتی می‌تواند به عنوان اهرمی در سیاست‌های غذایی مورد استفاده قرار گیرد و قدرت غذایی را نشان دهد. 

### قدرت غذایی و تحریم‌ها

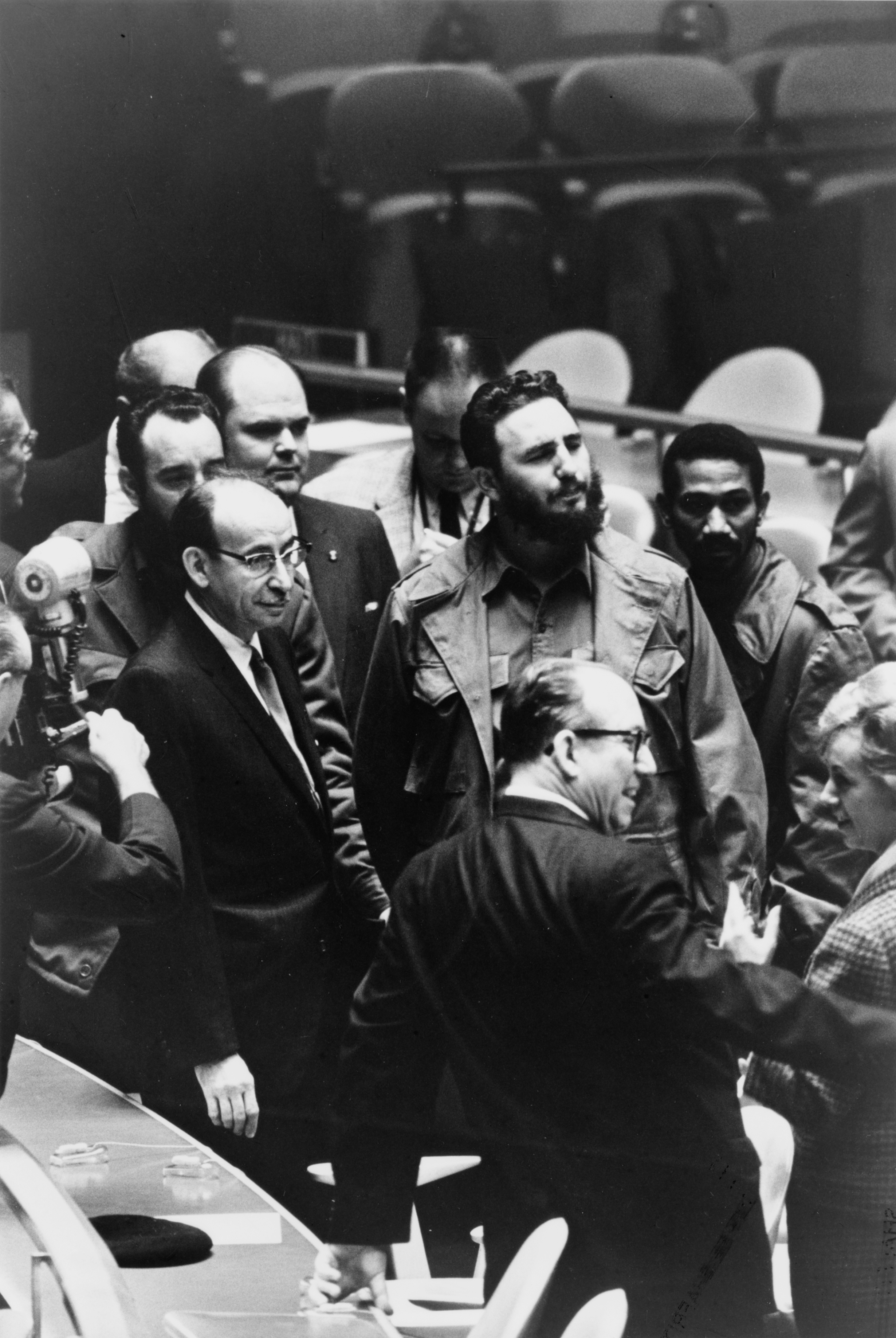
فیدل کاسترو در جلسه مجمع عمومی سازمان ملل متحد

تحریم همانند قدرت غذا نیست، با این وجود، قدرت غذایی در یک تحریم قابل استفاده است. در حقیقت، تحریم‌هایی که مواد غذایی را در لیست موارد محدود خود وارد‌ نمی‌کنند اغلب شکست می‌خورند. به عنوان مثال، در ۲۰ اوت ۱۹۱۴ قدرتهای متفقین تحریم موارد مهم را که به‌طور عادی به آلمان ارسال می‌شدند آغاز کردند. اما، تا زمانی که مواد غذایی به لیست مواد محدود اضافه نشده بود، تحریم کامل یا مؤثر نبود. غذا قدرت واقعی دارد. پس از معرفی غذا، محاصره اقتصاد آلمان را خفه کرد زیرا آنها به واردات مواد غذایی وابسته بودند. از آنجا که قدرتهای متفقین از قدرت غذایی در تحریم خود استفاده می‌کردند، آلمان مجبور شد به اقدامات ناامیدانه متوسل شود و سرانجام با وجود آنها شکست خورد.
در اوایل دهه ۱۹۸۰، ایالات متحده تحریم غلات را به اتحاد جماهیر شوروی تحمیل کرد. این تلاشی بود که ایالات متحده با استفاده از قدرت غذا انجام داد، اما تأیید نشد. بدین ترتیب اتحاد‌جماهیر‌شوروی غلات را از تأمین‌کنندگان مختلف وارد کرد و منجر به افزایش واردات غلات در آن دوره زمانی، تنها با هزینه بالاتر شد. یکی دیگر از تلاش‌های ناموفق قدرت تحریم مواد غذایی توسط شورای امنیت سازمان ملل ست که در سال ۱۹۹۰ به عراق تحمیل شد.
مثال دیگر تحریم، تحریم ایالات متحده علیه کوبا است. این تحریم هنوز هم ادامه دارد و به دلیل سلامت رو به زوال مردم کوبا، این تحریم مورد اعتراض بسیاری قرار گرفته‌است.

## استخدام

### شرایط ساختاری
فقط در صورت اعمال شرایط ساختاری خاص، می‌توان از قدرت غذا به‌طور مؤثر استفاده کرد: 
1. کمبود: اگر تقاضا برای کالایی زیاد باشد و عرضه آن کالا محدود باشد، ارزش کالای واسطه‌ای داده شده افزایش می‌یابد. قیمت اغلب انعکاسی از پتانسیل آن کالاها به عنوان یک سلاح است. [۵] زیرا نشان‌دهنده اهمیت آن کالا است. برای مثال: در صورتی که یک مصرف‌کننده، برای شرایط پولی، آمادگی پرداخت بهای بالایی داشته باشد، ممکن است تمایل به پرداخت بهای بالایی در امتیازات سیاسی نیز داشته باشد.
2. تمرکز عرضه: عرضه باید فقط در دست تولیدکنندگان/فروشندگان معدودی باشد، تا محدودیت در رقابت، تثبیت قیمت، یا یک انحصار بالقوه ممکن شود.[۲]
3. پراکندگی تقاضا: به فروشندگان اجازه می‌دهد موجب ایجاد رقابت بین مصرف‌کنندگان در برابر هم شوند تا باعث افزایش قیمت‌ها شوند یا موارد مشروط در فروش بوجود آورند.[۵] این امر به نفع استفاده از کالای اقتصادی غذا به عنوان سلاح است. [۵]
4. استقلال اقدام: برای اطمینان از اثرگذاری، فروشنده/ تولیدکننده دارایی‌های خود را بیشترین کنترل می‌کند. یا فروشنده / تولیدکننده باید قادر به کنترل فرایند تولید باشند، (شاید از طریق کنترل دولت بر شرکتهایی که تولید را انجام می‌دهند)، یا بایستی به ابعاد دیگری دسترسی داشته باشد تا اطمینان حاصل کند که می‌توانند کنترل را روی دارایی‌هایش حفظ کند یا گسترش دهد.[۵]

چهار شرط ذکر شده در بالا باید همزمان وجود داشته باشد تا بتواند یک ماده‌ غذایی ارزشمند اقتصادی را به یک ابزار سیاسی تبدیل کند.  این لزوماً به معنای این نیست که دارایی هر زمان که چهار شرط فوق وجود داشته‌باشد مورد استفاده قرار می‌گیرد. چنین تصمیمی فقط در صورت وجود شرایط دیگری در نظر گرفته می‌شود، به عنوان مثال، ماهیت تعارض و قضاوت، اهداف، وسایل جایگزین و داوری مطلوبیت. 

### استخدام به عنوان یک سلاح اقتصادی
استفاده‌های چندی برای استخدام سلاح‌های اقتصادی علیه یک کشور یا دیگری وجود‌ دارد. یک استفاده از سلاح‌های اقتصادی مربوط به چانه‌زنی فروشنده/ خریدار بر شرایط قرارداد تجاری است.  این شامل قیمت، حمل‌و‌نقل، جدول زمانی ارسال و پرداخت و غیره می‌شود. گرچه این مورد نمونه‌ای از کاربرد موفقیت‌آمیز قدرت غذا است، ولی این نوع استفاده با هدفی سیاسی نیست. استفاده دیگر مربوط به اهداف اقتصادی غیر از اینها در رابطه با معامله کالا است. به سیاست اقتصادی عمومی خریدار برمی‌گردد.  این امر می‌تواند تراز پرداخت‌ها، مسائل عمومی، نظیر تورم یا مالیات و تملک زمین باشد. آنچه این را از مورد اول متمایز می‌کند، این واقعیت است که هیچ پیوندی بین شرایط تعیین‌شده و انتقال محصول وجود ندارد. شرایط به قلمرو اقتصادی زندگی اشاره دارد. یک استفاده سیاسی مربوط به سیاست‌های خارجی و دفاعی خریدار خواهد بود. بسیاری معتقدند بین اقتصاد و سیاست یک آستانه اخلاقی وجود دارد که استفاده از ابزارهای اقتصادی برای دستاوردهای سیاسی را زیر سؤال می‌برد. نمونه‌هایی از استفاده از سلاح‌های اقتصادی برای اهداف سیاسی، تحریم علیه برخی کشورها و همچنین خرید آرا در سازمان ملل است. مقصود چهارم مربوط به فرضی اساسی رده سوم است: دولت‌ها دیگر یکدیگر را برای افزایش مشروعیت نمی‌پذیرند. اهداف اقتصادی دیگر فقط به عنوان ابزاری برای تأثیرگذاری بر دولت مخالف تلقی‌ نمی‌شوند، بلکه بیشتر برای تحریک مخالفت و دستیابی به سرنگونی یا تسخیر دولت است. 

### ایالات متحده

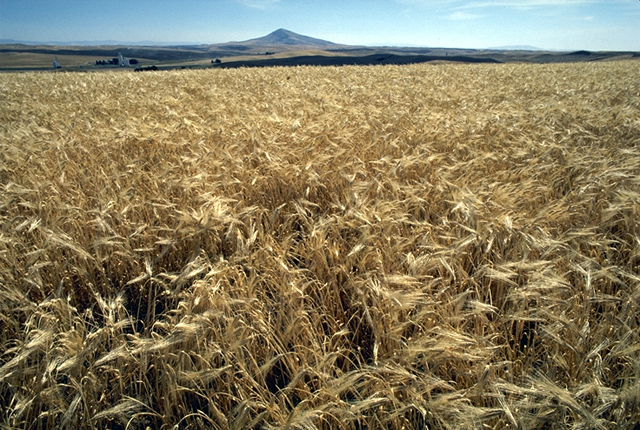
جو یک محصول مهم خوراک دام است.

در طی زمانی که ایالات متحده در همه زمینه‌ها مانند نظامی، انرژی، صادرات و غیره بیشترین سلطه را داشت، به قدرت غذا خیلی اهمیت داده نمی‌شد. از زمانی که برخی از این قدرت‌ها کاهش یافته‌اند، قدرت غذا به سطح خود رسیده‌است. در حوزه غذا، ایالات متحده بدون هیچ چالشی، همچنان در صدر قرار دارد. ایالات متحده این موقعیت را دارد که بزرگترین تولیدکننده و صادر‌کننده مواد غذایی باشد. این در حالی است که سایر کشورها، به‌طور عمده کشورهای در حال توسعه و حتی برخی از ثروتمندترین کشورهای صادر‌کننده نفت، در آغاز مواجهه با کمبود مواد غذایی بوده و روز به روز وابسته به واردات غذا از ایالات متحده می‌شوند و قدرت آن را بیشتر و بیشتر قدرتمند می‌کند. این امر باعث می‌شود که ایالات متحده انتظار رفتاری دوستانه از کشورهایی داشته باشد که غذای آمریکایی وارد می‌کنند. و البته به احتمال زیاد ایالات متحده از این طریق خواهد توانست نوعی نفوذ در این کشورها داشته باشد. حتی تعدادی از فقیرترین کشورهای عضو اوپک به گندم ایالات متحده وابسته شده‌اند. از این روی، این امکان نیز وجود دارد که ایالات متحده بتواند برای تحقق اهداف سیاسی خود، صادرات مواد غذایی خود را به کشورهای هدف محدود کند. ایالات متحده می‌تواند از این قدرت غذا به عنوان ابزاری برای اعمال فشار بر کشورهای عضو اوپک استفاده کند. قدرت غذا بیشترین تأثیر را در موارد کمبود غذا یا قحطی خواهد داشت زیرا در آن هنگام کشورهای مزبور که به ایالات متحده وابستگی دارند، بسیار مستاصل هستند.
ایالات‌متحده از قدرت اقتصادی خود به‌طور مکرر برای مجازات سایر کشورها استفاده می‌کند. یکی از روش‌های آمریکا برای انجام این کار، ایجاد وقفه در صادرات مواد غذایی است. دلایل متنوعی برای مجازات سایر کشورها وجود دارد؛ با این حال، این دلایل را به دو گروه اصلی می‌توان تقسیم کرد: اهداف مهار خارجی و توسعه بازار / اهداف بشردوستانه. هدف از مهار خارجی، مجازات کشورهایی است که آمریکا را تهدید می‌کنند. نمونه‌ای از چنین تهدیدی ممکن است کشورهایی تحت حکومت از انواعی دیگر است. نمونه‌های بیشتر مرتبط با هدف مهار مربوط می‌شود به هیچ نوع کمک نکردن به کشورهای کمونیستی، دولتهای سوسیالیستی، کشورهایی که از رژیمهای رادیکال حمایت می‌کنند، رژیم‌هایی به اندازه کافی ندارند و بیش از اندازه ضعیف در مقابله با (اثربخشی) کمونیسم هستند، و کشورهایی که توافق‌نامه‌های آمریکا را نخواهند پذیرفت. نمونه‌ای از توسعه بازار و اهداف بشردوستانه شامل آن دسته از کشورهایی هستند که سعی دارند با آمریکا از نظر اقتصادی رقابت کنند. مجازات‌های مربوط به کمک‌های خارجی ایالات متحده برای کشورهایی است که سعی در ملی کردن دارایی شرکت‌های آمریکایی دارند، یا کشورهایی که می‌خواهند کارهای شرکت‌های آمریکایی را به عهده بگیرند، یا کشورهایی که سعی دارند سیاست‌های اقتصادی ملی گرایانه‌ای اعمال کنند.
ایالات‌متحده از دهه ۱۹۷۰، زمانی که بخش امور خارجی و سازمان سیا گزارش‌هایی در مورد پتانسیل تحریم‌های غذایی منتشر کردند، مواضع خود را در خصوص غذا اصلاح کرد. قانون کنگره بیل HR 5426، با عنوان اقدام ۲۰۰۰ بهسازی تحریم‌ها و افزایش صادرات، تحریم‌های صادرات محصولات کشاورزی اعمال شده برای لیبی، سودان و کره شمالی را برداشت. (تجارت کشاورزی با کوبا تحت محدودیت‌هایی باقی ماند) و در برابر اقدامات یک جانبه ریاست جمهوری در این مورد، به کنگره قدرت وتو داد.

### آفریقا
سیاست‌های غذایی در آفریقا با مواردی که در آمریکای شمالی و اروپا وجود دارد متفاوت است از آنجا که یک مورد از قدرت غذا در مقیاس کوچک در آفریقا و به ویژه در سودان وجود دارد. برخی از کارشناسان می‌گویند که موارد قحطی و ناامنی غذایی در آفریقا ناشی از تولید متناقض مواد غذایی و مارپیچ رو به پایین تعامل بین رشد جمعیت و پایداری محیط زیست است.  اما با بررسی دقیقتر، مشخص شد که طبیعت تنها کاتالیزور مسائل بیشماری از مواد غذایی در آفریقا نیست. 

#### سودان

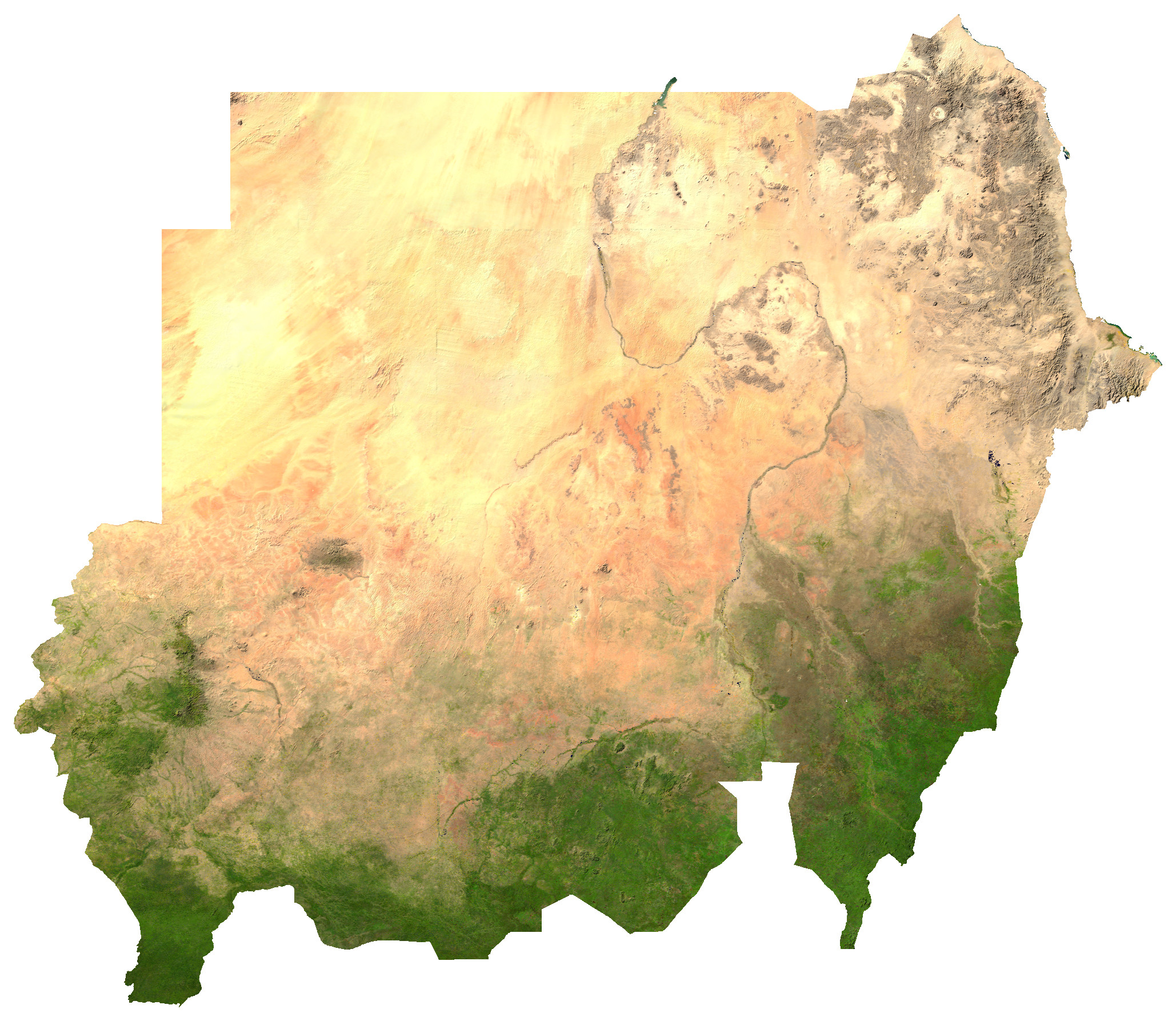
تصویر ماهواره‌ای سودان

دونظریه درباره‌ی قحطی وجود دارد. اولی کاهش دسترسی به مواد‌ غذایی(FAD) است. این نتیجه خشکسالی، جنگ یا تغییر شدید دیگری در سیستم کشاورزی است.  این دلیل طبیعی قحطی است. تئوری دیگر، در درجه اول به توانایی جمعیت در دسترسی یا حق دسترسی به مواد غذایی می‌پردازد. در این حالت، قدرت غذا خود را در مقیاسی کوچک نشان می‌دهد، زیرا نیروهای سیاسی مخالف در سودان با تحریک یا تشویق قحطی برای آراء مردم رقابت می‌کنند.
به عنوان مثال، قحطی سودان در دهه ۱۹۸۰ کاملاً عمدی بود، و فقط یک گروکشی برای گروه متنوعی از نخبگان برای بهبود وضعیت سیاسی و اقتصادی خودشان بود.  این احزاب سیاسی تنها ذینفع‌ها از این شرایط نبودند. معامله‌گرها نیز هنگامی که قحطی‌ها شرایط تجارت را تغییر دادند، دانه‌ها را جمع می‌کردند و دام‌ها را با قیمت‌های نامناسب پایین می‌خریدند.  بازرگانان سودان غربی در هنگام قحطی سال ۱۹۸۷ به نداشتن قلب توصیف می‌شدند زیرا آنها از فروش غلات به روستاهای نیازمند در دارفور با قیمت مناسب خودداری کردند. ارگو، قحطی سودان نمونه دیگری از قدرت غذایی بود، که در آن مواد غذایی به عنوان سیاستی مورد استفاده قرار می‌گرفت و نیازهای مردم را به کلی نادیده می‌گرفت و اهداف سیاسی و قدرت‌گرایانه نیروهای متخاصم مخالف در این کشور را تقویت می‌کرد. 
قحطی در سودان در سال ۱۹۹۸ یک فاجعه انسانی بود که عمدتاً ناشی از نقض حقوق بشر و همچنین خشکسالی و عدم واکنش جامعه بین‌المللی در برابر قحطی با سرعت کافی بود. منطقه آسیب‌دیده منطقه بحر الغزال در جنوب غربی سودان بود. در این منطقه بیش از ۷۰٬۰۰۰ نفر در هنگام قحطی جان خود را از دست دادند.

## مطالعهٔ بیشتر
- Joseph D. Coffey (February 1981). "The Role of Food in the International Affairs of the United States". Southern Journal of Agricultural Economics. 13 (1): 29–37. doi:10.1017/S0081305200024523.
- Kevin Danaher (January 1989). "US food power in the 1990s". Race & Class. 30 (3): 31–46. doi:10.1177/030639688903000304.
- Robert L. Paarlberg (June 1978). "The Failure of Food Power". Policy Studies Journal. 6 (4): 537–542. doi:10.1111/j.1541-0072.1978.tb01428.x.
- رابرت ال. پارلبرگ، غذا، روغن و نیرو اجباری، در مارک دبلیو ذاکر (چاپ)، اقتصاد سیاسی بین‌المللی منابع طبیعی. ، انتشارات ادوارد الگار، ۱۹۹۳، شابک ‎۱-۸۵۲۷۸-۶۰۲-۷ ، گوگل چاپ ، ص.۷۶-۹۲
- Thorald K. Warley (December 1976). "Agriculture in International Economic Relations". American Journal of Agricultural Economics. 58 (5): 820–830. doi:10.2307/1239978. JSTOR 1239978.